# Hikari Kiyama
Hikari Kiyama (jap. 木山 光 Hikari Kiyama) (14 de Outubro de 1983, Okayama, Japão) é um compositor japonés. Estudou em Tokyo, em Amsterdã com Louis Andriessen, especialista em teoria musical e composição.

## Obras para Orquesta
- Sinfonía Luminoso(2008)